# Stenoma melanocrypta
Stenoma melanocrypta es una especie de polilla del género Stenoma, orden Lepidoptera.
Fue descrita científicamente por Meyrick en 1915.

## Distribución
Esta especie habita en Panamá.